# Khüder
Khüder (tiếng Mông Cổ: Хүдэр) là một sum của tỉnh Selenge ở miền bắc Mông Cổ. Vào năm 2008, dân số của sum là 2.078 người.

## Địa lý
Sum có diện tích khoảng 2838,65 km2. Trung tâm sum, Bulagtai nằm cách tỉnh lỵ Sükhbaatar 168 km và thủ đô Ulaanbaatar 355 km.
Khoáng sản bao gồm vàng, than, quặng sắt, vật liệu xây dựng.

### Khí hậu
Nhiệt độ trung bình hàng năm trong khu vực là 0 °C. Tháng ấm nhất là tháng Bảy, khi nhiệt độ trung bình là 19 °C và lạnh nhất là tháng Giêng, với -24 °C. Lượng mưa trung bình hàng năm là 484 mm. Tháng ẩm ướt nhất là tháng 8, với lượng mưa 115 mm, và khô nhất là tháng 2, với lượng mưa 3 mm.

## Kinh tế
Sum có một trường học, bệnh viện và xưởng máy.